# Delicious

delicious ou del.icio.us, était un site web social permettant de sauvegarder et de partager ses marque-pages Internet et de les classer selon le principe de folksonomie par des mots clés (ou tags). Il fut créé fin 2003 par Joshua Schachter dans le but originel de sauvegarder ses marque-pages personnels.
Le nom de domaine de del.icio.us est destiné à être lu : delicious (délicieux en français).

## Présentation
L'interface du site repose sur du HTML simple, ce qui rend le site facile d'utilisation. Del.icio.us propose également de syndiquer son contenu par RSS et repose sur la technologie des tags. Les tags, sous la forme d'un mot (par exemple : sports, cinéma, Internet, etc) permettent de retrouver facilement les différents sites ayant un rapport avec le mot du tag. Les tags sont choisis par l'utilisateur lui-même, ce qui lui permet de gérer entièrement ses marque-pages.
On peut créer aussi des « tag clouds » ou nuages de mots clefs spécifiques à l'ensemble de vos signets.
Il est possible d'enregistrer un compte personnel pour pouvoir retrouver ses marque-pages depuis n'importe quel poste connecté à Internet et ce gratuitement.
Delicious utilise un système de classification non-hiérarchique dans lequel les utilisateurs peuvent enregistrer chacun de leurs marque-pages avec des mots clés qu’ils choisissent eux-mêmes (générant un genre de « folksonomie »). Une vision commune des marque-pages de chacun avec un tag donné y est disponible. Sa nature sociale lui permet de voir les marque-pages ajoutés par les autres utilisateurs.

## Propriétaire
Delicious a été racheté le 9 décembre 2005 par Yahoo!.
Le 16 décembre 2010, Techcrunch annonce la fermeture du site par Yahoo, rapidement démenti par le site après un tollé sur la toile. Le site ne sera pas fermé mais il sera vendu par Yahoo! dans le but de se recentrer sur son cœur de métier.
Le 27 avril 2011, Chad Hurley et Steve Chen, fondateurs de YouTube ont annoncé l'acquisition de Delicious à Yahoo! via leur société AVOS. Il a ensuite été racheté par Science Inc. en 2014, revendu à Delicious Media en 2016 et finalement repris par Pinboard, un site américain de social bookmarking, en janvier 2017. Maciej Cegłowski, créateur de Pinboard, a déclaré avoir racheté Delicious "pour qu'il ne disparaisse pas du web". Depuis juin 2015, le site est en lecture seule et l'ajout de nouveaux signets n'est plus possible.